# 東月堂文鶴
東月堂 文鶴（とうげつどう ぶんかく、生没年不詳）とは、江戸時代の浮世絵師。

## 来歴
師系・経歴不明。東月堂、萬徳斎、文鶴と号す。フリーア美術館所蔵の「人形芝居女鉢木図屏風」（紙本着色、六曲一隻）に「倭繪一流東月堂萬德齋文鶴圖畫」の落款と「文鶴」、「萬徳齋」の印章があり、この屏風絵の作者として知られるのみである。奥村政信の画風だが、政信の門人だったかどうかは定かではない。ただしその絵は素人ではない優れた画人のものと評されている。作画期は寛保から延享頃とされる。
「人形芝居女鉢木図屏風」は極彩色に金粉を散らして人形浄瑠璃の舞台を描いており、その内容からこの屏風は竹本義太夫が没する正徳4年（1714年）以前に描かれたものと推測されている。享保12年（1727年）刊行の『今昔操年代記』にはこの屏風の一部と同じ図様の挿絵があり、また屏風裏側に貼られた書付によれば、もとは義太夫節三味線方の鶴澤友次郎が所有していたものである。